# Louie’s Cage Percussion
Louie’s Cage Percussion ist ein österreichisches Schlagwerk-Ensemble. Das Repertoire der sechsköpfigen Gruppe umfasst Jazz, klassische Musik, Pop und Rockmusik, bis hin zu Filmmusik und elektronischer Musik.

## Geschichte
Das Ensemble wurde 2014 von sechs Studenten der Universität für Musik und darstellende Kunst Wien und der Musik und Kunst Privatuniversität der Stadt Wien (ehem. Konservatorium Wien Privatuniversität der Stadt Wien) gegründet.
Der Name Louie’s Cage Percussion ist eine Hommage an den Komponisten John Cage und den Affenkönig King Louie aus dem Disney-Film „Das Dschungelbuch“.
Erste Auftritte führten das Ensemble ins Odeon Theater Wien, ins Theater Akzent sowie zum Theatersommer Hollabrunn. Seit der Saison 2017 ist Louie’s Cage Percussion regelmäßig an der Volksoper Wien, dem Staatstheater am Gärtnerplatz München und dem Wiener Konzerthaus zu hören. Im Jahr 2020 folgten Auftritte im Wiener Musikverein, in der Bühne im Hof St. Pölten, und im Hugo-Wolf-Saal Leibnitz.
Im Mai 2017 veröffentlichte die Volksoper Wien einen Live-Probenmitschnitt von Louie’s Cage Percussion auf Facebook. Der Mitschnitt wurde mehrere Millionen Mal geteilt und angeklickt, im Jänner 2020 übertraf das Video 150 Mio. Views auf Facebook. Dieses und weitere Videos machten Louie’s Cage Percussion innerhalb kürzester Zeit zu einem Social Media Phänomen.
Radio- und Fernsehbeiträge über Louie’s Cage Percussion erschienen unter anderem in den ORF-Sendungen Heute leben und Ö1 Klassik Treffpunkt sowie 2020 in der Arte Sendung Stars von morgen mit Rolando Villazon und im ZDF Klassik Klub.
Seit 2018 ist Louie’s Cage Percussion außerdem regelmäßig mit Workshops und Kinderkonzerten in Wien, Niederösterreich und dem Burgenland zu Gast u. a. beim Drummercamp der Beatboxx Wien.
Im April 2020 wurde das erste Album Characters bei Preiser Records veröffentlicht. Das gleichnamige Musikvideo erschien am 27. Jänner 2020 auf Youtube.

## Musik, Comedy, Videoeinspielungen
Das Repertoire der Gruppe umfasst ausschließlich Kompositionen und Arrangements der Mitglieder von Louie’s Cage Percussion und setzt hierzu neben dem klassischen Schlaginstrumenten, Percussion aus der ganzen Welt ein. Erweitert wird das Instrumentarium der Gruppe durch Keyboard, Saxofon, Gitarre, Bass, Tuba und Akkordeon sowie Malletinstrumente, die durch elektronische Effekte verstärkt und verändert werden.
Absicht der Musiker ist, mit einem genreübergreifenden Ensemble das klassische Schlagwerk-Repertoire zu erweitern und Auftritte in Form eines musikalisch-dramaturgischen Gesamtkonzepts zu gestalten.
Die österreichische Schauspielerin, Sängerin und Regisseurin Sigrid Hauser inszeniert schauspielerische Einlagen in und zwischen den Musikstücken und erarbeitet mit den Musikern die Dramaturgie ihrer Programme. Durch Videoeinspielungen und Lichteffekte wird der Bühnenraum in das Gesamtkonzept eingebunden und schließt die Erzählung auf visueller Ebene ab.

## Musiker
- Sebastian Brugner-Luiz (geboren 1988 in Oberwart). Studium Konzertfach Schlagwerk bei Ulrike Stadler und Gerald Fromme an der Kunstuniversität Graz. Seit 2012 Solopauker an der Volksoper Wien.[13]
- Dominic Feichtinger, geboren 1991 in Wien. Studium Konzertfach Schlagwerk bei Leonhard Schmidinger und Anton Mittermayr an der Musik und Kunst Privatuniversität der Stadt Wien. Seit 2018 Schlagwerker an der Volksoper Wien.[13]
- Florian Klinger (geboren 1991 in Horn). Studium Konzertfach Schlagwerk bei Gerhard Windbacher an der Universität für Musik und darstellende Kunst Wien und bei Stefon Harris. Seit 2011 Schlagwerker an der Volksoper Wien.[14]
- Joachim Murnig (geboren 1990 in Graz). Studium Konzertfach Schlagwerk bei Leonhard Schmidinger und Bogdan Bacanu an der Anton Bruckner Privatuniversität Linz. Weitere Studien in Schlagwerk Konzertfach und Instrumentalpädagogik an der Universität für Musik und darstellende Kunst Wien bei Oliver Madas. Seit 2011 Schlagwerker im Tonkünstler Orchester Niederösterreich.[15]
- Krištof Hrastnik (geboren 1994 in Laško). Studium Konzertfach Schlagwerk bei Dieter Seiler an der Universität für Musik und darstellende Kunst Wien sowie Instrumentalpädagogik bei Thomas Lechner an der Kunstuniversität Graz (KUG). Seit 2018 Schlagwerker an der Oper Maribor.[16]
- Lucas Salaun (geboren 1993 in Bourg-la-Reine). Studium Konzertfach Schlagwerk bei Anton Mittermayr an der Musik und Kunst Privatuniversität der Stadt Wien. Seit 2018 Schlagwerker im Zeitvertrag an der Volksoper Wien.[17]

## Tonträger
- Characters (2020)

## Programme
- Sketchbook
- Boomtastic
- Prince Louie
- Characters
- Soundwatschn Symphonic
- pure